# Симонсон, Отто Исаакович
Отто Симонсон (нем. Otto Jakob Simonson, 23 марта 1829 или 1832, Дрезден — 22 мая 1914, Рига) — российский и немецкий архитектор, работал в Тифлисе.

## Биография
Учился в Королевской академии изящных искусств в Дрездене. Ученик Готфрида Земпера.
В 1854 году переехал в Санкт-Петербург. В 1856 году Академией художеств дано звание свободного художника, в 1858 — академика архитектуры. 
Получил направление в Тифлис. Член строительно-дорожного комитета при главном управлении на Кавказе. Действительный статский советник. В 1883 году занял должность техника по строительной и дорожной частям при главноначальствующем гражданской частью на Кавказе.
В 1904 году переехал в Ригу, чтобы поддержать свою овдовевшую дочь Ольгу (1862—1918). За это время предпринял поездку в Египет, Грецию и Италию, чтобы познакомиться с их архитектурой.

## Проекты и постройки

### Другие места
- Лейпцигская синагога[англ.] (1853—1854; не сохранилась)[5];
- Столовая Шуваловского дворца (перестройка). Санкт-Петербург, набережная реки Фонтанки, 21 (1850-е);
- Монастырь Пантелеимона Целителя. Абастумани[6];

### Тбилиси
- Александровский сад (совместно с Г. Шаррером; 1859—1865)[7];
- Дом И. И. Тамамшева («Пушкинский Мемориал Дома Смирновых»). Улица Галактиона Табидзе, 20 (конец 1850-х);
- Дворец наместника (перестройка). Проспект Руставели, 6 (1865—1869)[8];
- Отель «Лондон». Улица Георгия Атонели, 31 (1872)[9];
- Памятник Михаилу Воронцову (скульптор Н. Пименов, исполнение В. Крейтан). Саарбрюкенская площадь (1867; не сохранился)[10];
- Реконструкция 1-й классической гимназии. Проспект Руставели, 10 (1870—1871);
- Ограда церкви Кашвети. Проспект Руставели, 9.

## Галерея

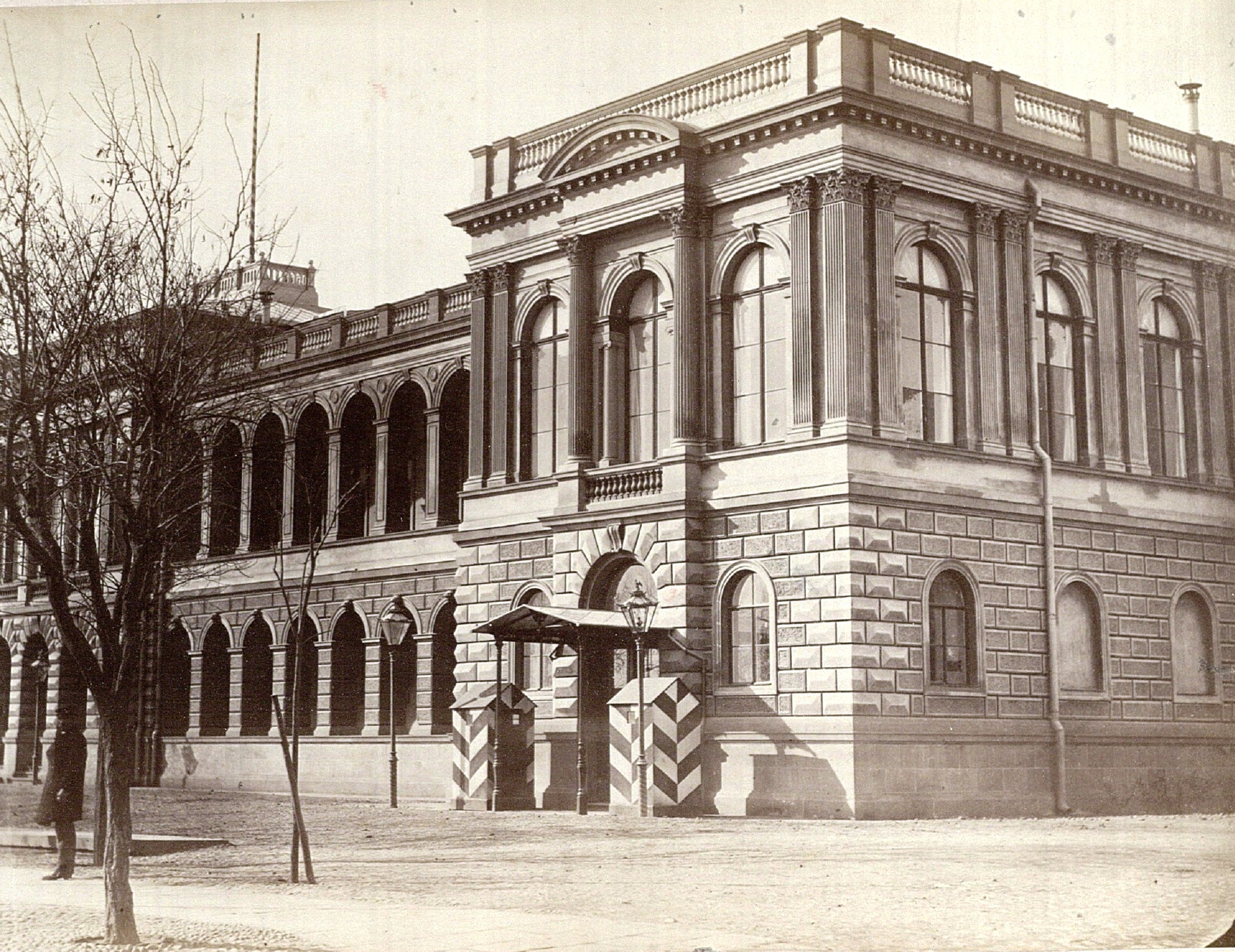
Дворец наместника
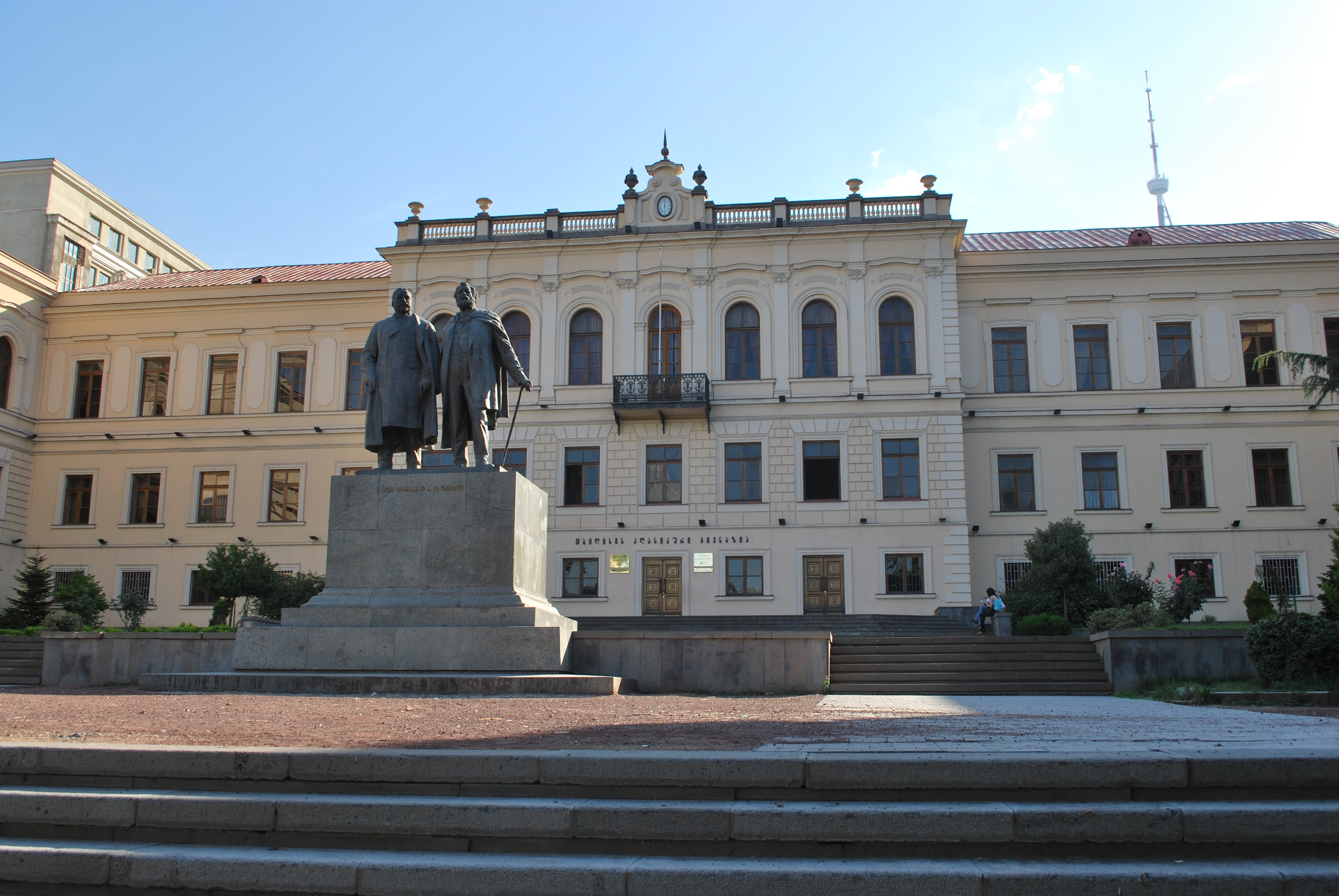
Тифлисская гимназия
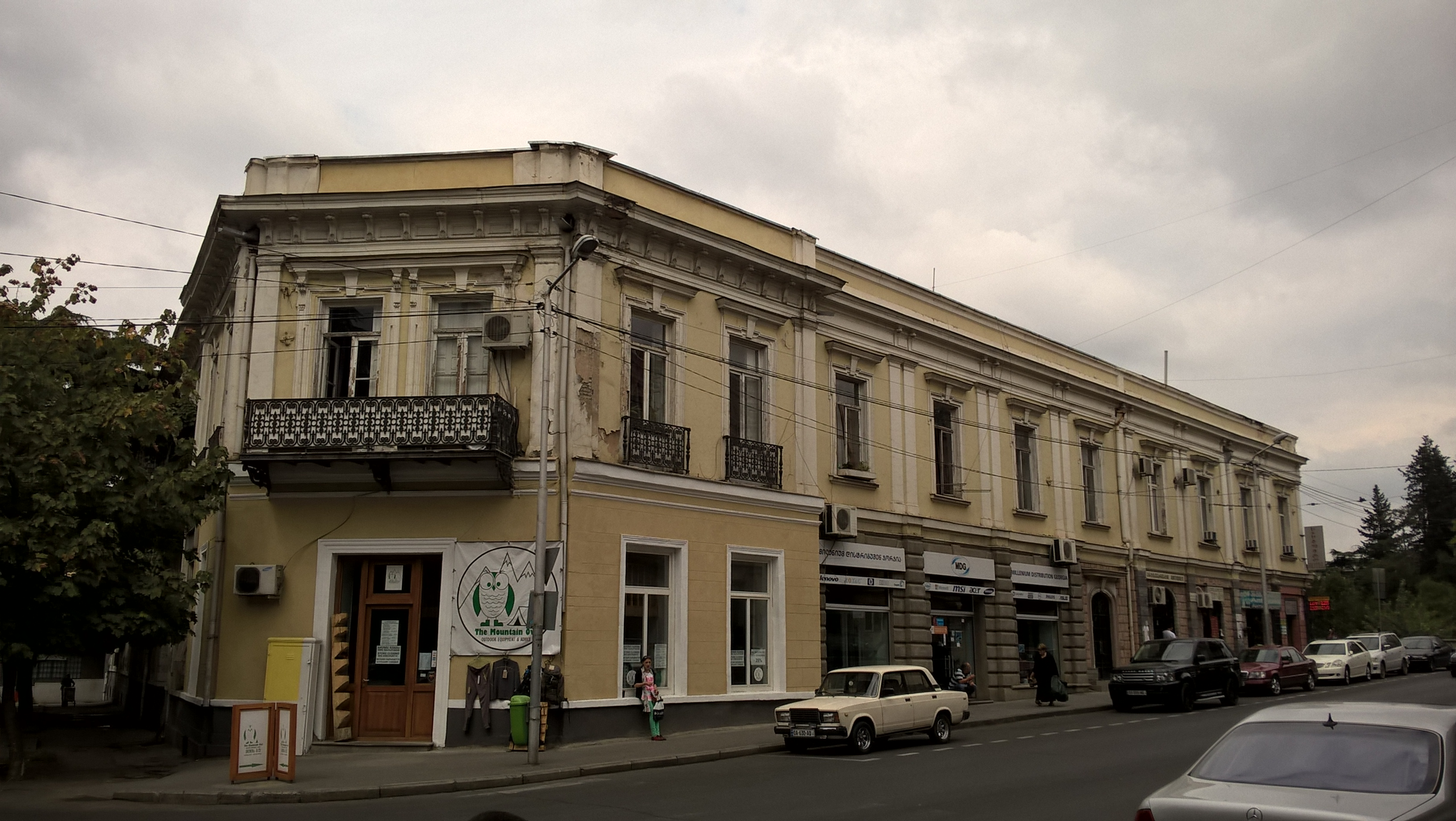
Бывший отель «Лондон», современный вид

## Личная жизнь
Был женат на латышке Марии Лазариус (ок. 1840—1898), свадьба состоялась в Петербурге.